# Thuốc tránh thai kết hợp
Thuốc tránh thai kết hợp (COCP), thường được gọi là thuốc ngừa/tránh thai là một loại biện pháp tránh thai được thiết kế để cho phụ nữ uống. Nó bao gồm sự kết hợp của estrogen (thường là ethinylestradiol) và progestogen (cụ thể là proestin). Khi dùng đúng cách, nó làm thay đổi chu kỳ kinh nguyệt để loại bỏ sự rụng trứng và tránh mang thai.
Thuốc này lần đầu tiên được chấp thuận cho sử dụng như một biện pháp tránh thai tại Hoa Kỳ vào năm 1960, và là một hình thức kiểm soát sinh sản rất phổ biến. Chúng hiện đang được sử dụng bởi hơn 100 triệu phụ nữ trên toàn thế giới và gần 12 triệu phụ nữ ở Hoa Kỳ. Tính đến năm 2014, 15,6% phụ nữ Hoa Kỳ trong độ tuổi 1544 đã báo cáo sử dụng thuốc tránh thai, làm cho nó trở thành phương pháp tránh thai được sử dụng rộng rãi nhất ở phụ nữ trong độ tuổi đó. Sử dụng rất khác nhau tùy theo quốc gia, tuổi, trình độ học vấn và tình trạng hôn nhân. Một phần ba phụ nữ ở độ tuổi 16, 49 tại Vương quốc Anh hiện đang sử dụng thuốc kết hợp hoặc thuốc chỉ có proestogen, so với ít hơn 3% phụ nữ ở Nhật Bản.
Hai hình thức thuốc uống tránh thai kết hợp nằm trong Danh sách các loại thuốc thiết yếu của Tổ chức Y tế Thế giới, loại thuốc quan trọng nhất cần thiết trong hệ thống y tế cơ bản. Thuốc này là chất xúc tác cho cuộc cách mạng tình dục.

## Sử dụng trong y tế

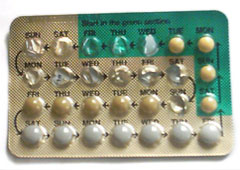
Vỉ thuốc LevlenED đã sử dụng được một nửa

### Sử dụng để tránh thai
Thuốc tránh thai kết hợp là một loại thuốc uống được thiết kế để uống mỗi ngày, vào cùng một thời điểm trong ngày, để tránh mang thai. Có nhiều công thức hoặc nhãn hiệu khác nhau, nhưng gói trung bình được thiết kế để thực hiện trong khoảng thời gian 28 ngày hoặc theo chu kỳ. Trong 21 ngày đầu tiên của chu kỳ, người dùng uống một viên thuốc hàng ngày có chứa hormone (estrogen và proestogen). 7 ngày cuối cùng của chu kỳ là những ngày không có hormone. Một số gói chỉ chứa 21 viên thuốc và người dùng sau đó được khuyên không nên uống thuốc trong tuần tiếp theo. Các gói khác chứa 7 viên thuốc giả dược bổ sung, hoặc thuốc không có hoạt tính sinh học. Một số công thức mới hơn có 24 ngày thuốc kích thích tố hoạt động, tiếp theo là 4 ngày dùng giả dược (ví dụ bao gồm Yaz 28 và Loestrin 24 Fe) hoặc thậm chí 84 ngày thuốc nội tiết tố hoạt động, tiếp theo là 7 ngày thuốc giả dược (Seasonale). Một người phụ nữ uống thuốc sẽ bị rút máu đôi khi trong thời gian uống thuốc giả dược hoặc không có ngày uống thuốc, và vẫn được bảo vệ khỏi thai kỳ trong thời gian này. Sau 28 ngày, hoặc 91 ngày tùy thuộc vào loại người đang sử dụng, người dùng bắt đầu một gói mới và một chu kỳ mới.